# 卢璧
盧璧（1500年—？），字國賢，號玉田，南京羽林右衛官籍，南直隶盱眙县人，明朝政治人物。

## 生平
嘉靖七年（1528年）戊子科應天府乡试第八十四名举人，嘉靖十七年（1538年）戊戌科會試二十六名，二甲三十三名进士。授南京户部主事。嘉靖二十九年（1550年）任福建漳州府知府。累官苑马寺少卿。

## 家族
曾祖盧文，指挥使。祖父盧珎，指挥使。父盧晟，指挥使。母郭氏。永感下。兄盧璽（百户）。弟盧瑩、盧潤。